# Contracción de Lorentz

Esquema sobre la contracción de Lorentz. (X′,cT′) representan las coordenadas de un observador en reposo a una barra, mientras que (X,cT) son las coordenadas de otro observador en movimiento con respecto a dicha barra. Por la naturaleza pseudoeuclídea del espacio-tiempo aun cuando el primer observador mide una longitud l, el segundo mide una longitud menor l/γ < l.

La contracción de Lorentz es un efecto relativista que consiste en la contracción de la longitud de un cuerpo en la dirección del movimiento a medida que su velocidad se acerca a la velocidad de la luz. Originalmente fue un concepto introducido por Lorentz como una forma de explicar la ausencia de resultados positivos en el experimento de Michelson y Morley. Posteriormente fue aplicado por Albert Einstein en el contexto de la relatividad especial.

## Ecuaciones básicas
La contracción de Lorentz viene descrita por la siguiente expresión

{\displaystyle L_{1}={\frac {L_{0}}{\gamma }}=L_{0}{\sqrt {1-\left({\frac {v}{c}}\right)^{2}}},}

donde {\displaystyle {\gamma }} es el llamado factor de Lorentz, L0 (longitud propia) es la longitud medida por un observador estacionario con el objeto cuya longitud medimos y L1 (longitud impropia) es la longitud medida por un observador que se desplaza a una velocidad v respecto del objeto medido, siendo c la velocidad de la luz.
Dado que siempre se cumple que

{\displaystyle {\sqrt {1-\left({\frac {v}{c}}\right)^{2}}}<1\qquad \to \qquad L_{0}{\sqrt {1-\left({\frac {v}{c}}\right)^{2}}}<L_{0}\qquad \to \qquad \gamma >1}

es decir

{\displaystyle L_{1}<L_{0}}

la longitud impropia L1 siempre se ve contraída respecto a la longitud propia L0.
La contracción de Lorentz también puede entenderse como el efecto de dilatación del tiempo y como el aumento de la masa inercial de un cuerpo o partícula.

## Consideraciones
La contracción de longitud es un fenómeno físico, por el que la medida de un objeto en movimiento es más corta que su longitud propia, que se define como su longitud medida en un marco de referencia en reposo respecto al objeto. Esta contracción (más formalmente denominada contracción de Lorentz o contracción de Lorentz-FitzGerald en referencia a Hendrik Antoon Lorentz y George Francis FitzGerald) generalmente solo es apreciable cuando un objeto se desplaza a una fracción sustancial de la velocidad de la luz. La contracción de longitud solo se produce en la dirección en la que viaja el cuerpo. En la mayoría de los casos, este efecto es insignificante para las velocidades que se dan en la vida diaria, y puede ignorarse para la práctica totalidad de los supuestos habituales. Sin embargo, el efecto se vuelve cada vez más significativo a medida que el objeto se aproxima a la velocidad de la luz con respecto al observador.

## Historia
La contracción de longitud fue postulada por George Francis FitzGerald (1889) y Hendrik Antoon Lorentz (1892) para explicar el resultado negativo del experimento de Michelson y Morley y para rescatar la hipótesis del éter estacionario (hipótesis de contracción de Lorentz-FitzGerald).
Aunque tanto FitzGerald como Lorentz aludieron al hecho de que los campos electrostáticos en movimiento se deforman (de acuerdo con el modelo del "elipsoide de Heaviside" postulado por Oliver Heaviside, que dedujo esta deformación de la teoría electromagnética en 1888), se consideró una hipótesis ad hoc, porque en este momento no había razones suficientes para suponer que las fuerzas intermoleculares se comportaran de la misma manera que las electromagnéticas. En 1897 Joseph Larmor desarrolló un modelo en el que se consideraba que todas las fuerzas son de origen electromagnético, y la contracción de la longitud parecía ser una consecuencia directa de este modelo. Sin embargo, Henri Poincaré (1905) demostró que las fuerzas electromagnéticas por sí solas no pueden explicar la estabilidad del electrón. Así que tuvo que introducir otra hipótesis ad hoc: fuerzas de unión no eléctricas (las tensiones de Poincaré) que aseguran la estabilidad del electrón, dan una explicación dinámica de la contracción de longitud y no requerían el movimiento del éter estacionario.
Finalmente, Albert Einstein (1905) fue el primero que eliminó por completo el carácter ad hoc de la hipótesis de contracción, al demostrar que no requería el movimiento a través de un supuesto éter, y que podía explicarse usando la teoría de la relatividad especial, lo que cambió radicalmente las nociones que se tenían hasta entonces de espacio, tiempo y simultaneidad. El punto de vista de Einstein fue más desarrollado por Hermann Minkowski, quien demostró la interpretación geométrica de todos los efectos relativistas al presentar su concepto de espacio-tiempo cuatridimensional.

## Bases en la relatividad

En la relatividad especial, el observador mide los eventos respecto a una red infinita de relojes sincronizados.

En primer lugar, es necesario considerar cuidadosamente los métodos utilizados para medir las longitudes de los objetos en reposo y en movimiento. Aquí, objeto simplemente significa una distancia delimitada entre dos puntos que están siempre mutuamente en reposo, es decir, que no se desplazan entre sí respecto a un mismo sistema de referencia inercial. Si la velocidad relativa entre un observador con un instrumento de medición y el objeto observado es cero, entonces la longitud propia {\displaystyle L_{0}} del objeto puede determinarse simplemente superponiéndolos directamente. Sin embargo, si la velocidad relativa es mayor que 0, entonces se puede proceder de la siguiente manera:

Contracción de longitud: Tres barras azules están en reposo en S, y tres barras rojas lo están en S'. En el instante en que los extremos izquierdos de A y D alcanzan la misma posición en el eje x, se compararán las longitudes de las barras. En S, las posiciones simultáneas del lado izquierdo de A y el lado derecho de C son más distantes que las de D y F. Mientras que en S' las posiciones simultáneas del lado izquierdo de D y el lado derecho de F son más distantes que los de A y C.

El observador instala una fila de relojes que están sincronizados por uno de los procedimientos siguientes:
a) Intercambiando señales de luz, según el principio de sincronización de Poincaré-Einstein
b) Mediante el "transporte lento de un reloj", es decir, usando un reloj de referencia se recorre la fila de relojes a una velocidad tan pequeña como se desee, en el límite en el que se desvanece su velocidad al tender a cero. Esta condición teórica esta pensada para que el propio desplazamiento del reloj de referencia no modifique su forma de referir el tiempo.
Ahora, cuando finaliza el proceso de sincronización, el objeto se mueve en la dirección de la fila de relojes y cada reloj almacena la hora exacta cuando pasa el extremo izquierdo o derecho del objeto. Después de eso, el observador solo tiene que mirar la posición de un reloj A que almacenaba el tiempo cuando el extremo izquierdo del objeto estaba pasando, y la de un reloj B en el que el extremo derecho del objeto estaba pasando en el mismo instante. Está claro que la distancia AB es igual a la longitud {\displaystyle L} del objeto en movimiento. Con este método, la definición de simultaneidad es crucial para medir la longitud de los objetos en movimiento.
Otro método es usar un reloj que indique su tiempo propio {\displaystyle T_{0}}, que se desplaza desde un extremo de la barra al otro en el tiempo {\displaystyle T} medido por relojes situados en el marco en reposo de la barra. La longitud de la barra se puede calcular multiplicando su tiempo de desplazamiento por su velocidad, por lo tanto, {\displaystyle L_{0}=T\cdot v} en el marco en reposo de la barra o {\displaystyle L=T_{0}\cdot v} en el marco en reposo del reloj.
En la mecánica newtoniana, la simultaneidad y la duración del tiempo son absolutas y, por lo tanto, ambos métodos conducen a la igualdad de {\displaystyle L} y {\displaystyle L_{0}}. Sin embargo, en la teoría de la relatividad, la constancia de la velocidad de la luz en todos los marcos inerciales en relación con la relatividad de la simultaneidad y la dilatación del tiempo destruyen esta igualdad. En el primer método, un observador en un marco afirma haber medido el paso de los puntos extremos del objeto simultáneamente, pero los observadores en todos los otros marcos inerciales argumentarán que el paso de los puntos extremos del objeto "no" se midió simultáneamente. En el segundo método, los tiempos {\displaystyle T} y {\displaystyle T_{0}} no son iguales debido a la dilatación del tiempo, lo que da como resultado longitudes diferentes también.
La desviación entre las mediciones en todos los cuadros inerciales viene dada por las fórmulas de la transformación de Lorentz y la dilatación del tiempo (ver Deducción). Resulta que la longitud propia en reposo permanece sin cambios y siempre denota la mayor longitud de un objeto, y la longitud del mismo objeto medida en otro marco de referencia inercial es más corta que la longitud propia. Esta contracción solo ocurre en la línea de movimiento, y puede ser representada por la relación
{\displaystyle L=L_{0}/\gamma (v)}
donde
L es la longitud percibida por un observador en movimiento en relación con el objeto
L0 es la longitud correcta (la longitud del objeto en su marco de reposo)
γ(v) es el factor de Lorentz, definido como
{\displaystyle \gamma (v)\equiv {\frac {1}{\sqrt {1-v^{2}/c^{2}}}}\ }
donde
v es la velocidad relativa entre el observador y el objeto en movimiento y
c es la velocidad de la luz.
Reemplazar el factor de Lorentz en la fórmula original conduce a la relación
{\displaystyle L=L_{0}{\sqrt {1-v^{2}/c^{2}}}}
En esta ecuación, tanto L como L0 se miden paralelamente a la línea de movimiento del objeto. Para el observador en movimiento relativo, la longitud del objeto se mide restando las distancias medidas simultáneamente a ambos extremos del objeto. Para conversiones más generales, véase la transformación de Lorentz. Un observador en reposo que contempla un objeto que viaja muy cerca de la velocidad de la luz percibirá la longitud del objeto en la dirección del movimiento como muy cerca de cero.
Por ejemplo, a una velocidad de 13.400.000 m/s (48 millones de km/h; 0,0447c) la longitud contraída es el 99,9% de la longitud en reposo; a una velocidad de 42.300.000 m/s (158 millones de km/h, 0,141c), la longitud sigue siendo del 99%. A medida que la magnitud de la velocidad se aproxima a la velocidad de la luz, el efecto se vuelve más notable.

## Simetría
El principio de la relatividad (según el cual las leyes de la naturaleza deben asumir la misma forma en todos los marcos de referencia inerciales) requiere que la contracción de longitud sea simétrica: si una barra está en reposo en el marco inercial S, tiene su longitud propia en S y su longitud se contrae en S'. Sin embargo, si una barra está en reposo en S', tiene su longitud propia en S' y su longitud se contrae en S. Esto se puede ilustrar vívidamente usando los diagramas de Minkowski simétricos (o diagramas de Loedel), porque la transformación de Lorentz corresponde geométricamente a una rotación en cuatro dimensiones espacio-tiempo.

## Fuerzas magnéticas
Las fuerzas magnéticas son causadas por la contracción relativista cuando los electrones se mueven en relación con los núcleos atómicos. La fuerza magnética de una carga en movimiento junto a un cable que lleva corriente es el resultado de un movimiento relativista entre los electrones y los protones.
En 1820, André-Marie Ampère demostró que los cables paralelos que tienen corrientes en la misma dirección se atraen entre sí. Para los electrones, el cable se contrae ligeramente, lo que hace que los protones del cable opuesto sean localmente "más densos". Como los electrones en el cable opuesto se mueven también, no se contraen tanto. Esto resulta en un aparente desequilibrio local entre electrones y protones; los electrones móviles en un cable son atraídos por los protones extra en el otro. Lo contrario también se puede considerar. Para el marco de referencia del protón estático, los electrones se mueven y contraen, lo que produce el mismo desequilibrio. La velocidad de deriva del electrón es relativamente muy lenta, del orden de un metro por hora, pero la fuerza entre un electrón y un protón es tan enorme que incluso a esta velocidad tan lenta, la contracción relativista causa efectos significativos.
Este efecto también se aplica a las partículas magnéticas sin corriente, y la corriente se reemplaza por el spin del electrón.[cita requerida]

## Verificaciones experimentales
Cualquier observador que se mueva junto con el objeto observado no puede medir la contracción del objeto, porque puede juzgarse a sí mismo y al objeto en reposo en el mismo marco inercial de acuerdo con el principio de la relatividad (como lo demostró el experimento de Trouton-Rankine). Por lo tanto, la contracción de la longitud no se puede medir en el marco de descanso del objeto, sino solo en un marco en el que el objeto observado se encuentra en movimiento. Además, incluso en un marco sin movimiento conjunto, las confirmaciones experimentales "directas" de la contracción de la longitud son difíciles de lograr, porque en el estado actual de la tecnología, los objetos de considerable extensión no pueden acelerarse a velocidades relativistas. Y los únicos objetos que viajan con la velocidad requerida son partículas atómicas, pero cuyas extensiones espaciales son demasiado pequeñas para permitir una medición directa de la contracción.
Sin embargo, hay confirmaciones indirectas de este efecto en un marco en movimiento relativo:
- Fue el resultado negativo de un experimento famoso, el que requirió la introducción de la contracción de longitud: el experimento de Michelson y Morley (y también más tarde el experimento de Kennedy-Thorndike). En la relatividad especial, su explicación es la siguiente: en su marco inercial, el interferómetro puede considerarse en reposo de acuerdo con el principio de la relatividad, por lo que el tiempo de propagación de la luz es el mismo en todas las direcciones. Aunque en un marco en el que el interferómetro está en movimiento, el rayo transversal debe atravesar una trayectoria diagonal más larga con respecto al marco inmóvil, lo que hace que su tiempo de viaje sea más largo, el factor por el cual el rayo longitudinal se retrasaría tomando tiempos L/(c-v) y L/(c+v) para los viajes hacia adelante y hacia atrás, respectivamente, es aún más largo. Por lo tanto, en la dirección longitudinal se supone que el interferómetro debe contraerse, para restablecer la igualdad de ambos tiempos de viaje de acuerdo con los resultados experimentales negativos. Por lo tanto, la velocidad de la luz bidireccional permanece constante y el tiempo de propagación de ida y vuelta en los brazos perpendiculares del interferómetro es independiente de su movimiento y orientación.
- Dado el grosor de la atmósfera medida en el marco de referencia de la Tierra, la vida útil extremadamente corta de los muones no debería permitirles hacer el viaje a la superficie, incluso a la velocidad de la luz, pero lo hacen de todos modos. Sin embargo, desde el marco de referencia de la Tierra, esto solo es posible debido a que la dilatación del tiempo alarga la vida del muon. Sin embargo, en el marco del muon, el efecto se explica por la contracción de la atmósfera, lo que acorta su viaje.[13]
- Los iones pesados que son esféricos cuando están en reposo, deben adoptar la forma de "panqueques" o discos planos cuando se desplazan casi a la velocidad de la luz. Y de hecho, los resultados obtenidos de las colisiones de partículas solo se pueden explicar cuando se considera el aumento de la densidad de nucleones debido a la contracción de la longitud.[14][15][16]
- La capacidad de ionización de partículas cargadas eléctricamente con grandes velocidades relativas es mayor de lo esperado. En la física pre-relativista, la capacidad debería disminuir a altas velocidades, porque el tiempo en que las partículas ionizantes en movimiento pueden interactuar con los electrones de otros átomos o moléculas disminuye. Aunque en relatividad, la capacidad de ionización mayor de la esperada se puede explicar por la contracción de la longitud del campo de Coulomb en fotogramas en los que las partículas ionizantes se mueven, lo que se aprecia es el aumento de la intensidad de campo eléctrico normal a la línea del movimiento.[13][17]
- En sincrotrones y láseres de electrones libres, los electrones relativistas se inyectan en un generador de ondas, produciéndose la radiación de sincrotrón. En el marco de referencia adecuado de los electrones, el generador de ondas se contrae, lo que conduce a una radiación de mayor frecuencia. Además, para conocer la frecuencia medida en el marco del laboratorio, se debe aplicar el efecto Doppler relativista. Por lo tanto, solo con la ayuda de la contracción de la longitud y el efecto Doppler relativista, se puede explicar la longitud de onda extremadamente pequeña de esta radiación.[18][19]

## Realidad de la contracción de longitud

Diagrama de Minkowski del experimento mental de Einstein sobre la contracción de la longitud (1911). Dos barras con longitud en reposo se están moviendo a 0,6c en direcciones opuestas, resultando que.

En 1911 Vladimir Varićak afirmó que la contracción de la longitud es "real" según Lorentz, mientras que es "aparente o subjetiva" de acuerdo con Einstein. Einstein respondió:

El autor declaró injustificadamente una diferencia entre el punto de vista de Lorentz y el mío sobre los hechos físicos. La pregunta sobre si la contracción de la longitud "realmente" existe o es engañosa. No existe "realmente", en la medida en que no existe para un observador que se mueva con el objeto; aunque "realmente" exista, "es decir" de tal manera que pueda ser demostrada en principio por medios físicos por un observador en reposo.
Albert Einstein, 1911

Einstein también argumentó en ese documento, que la contracción de longitud no es simplemente el producto de definiciones "arbitrarias" sobre la forma en que se realizan las regulaciones del reloj y las mediciones de longitud. Presentó el siguiente experimento mental: Sean A'B' y A"B" los puntos finales de dos barras de la misma longitud propia L0, tal como se midió en x' y x, respectivamente. Muévanse en direcciones opuestas en el eje x*, considerado en reposo, a la misma velocidad con respecto a él. Los puntos extremos A' y A" se encuentran en el punto A*, y B' y B" se encuentran en el punto B*. Einstein señaló que la longitud A*B* es más corta que A'B' o A"B", lo que también se puede demostrar al poner una de las barras en reposo con respecto a ese eje.

## Paradojas
Debido a la aplicación superficial de la fórmula de contracción, pueden ocurrir algunas paradojas. Ejemplos conocidos son la paradoja de la escalera y la paradoja de Bell. Sin embargo, esas paradojas simplemente pueden resolverse mediante una aplicación correcta de la relatividad de la simultaneidad. Otra famosa paradoja es la paradoja de Ehrenfest, que demuestra que el concepto de cuerpo rígido no es compatible con la relatividad, lo que reduce la aplicabilidad de la rigidez de Born y demuestra que para un observador que rota a la vez que un objeto la geometría del espacio es de hecho no-euclidiana.

## Efectos visuales

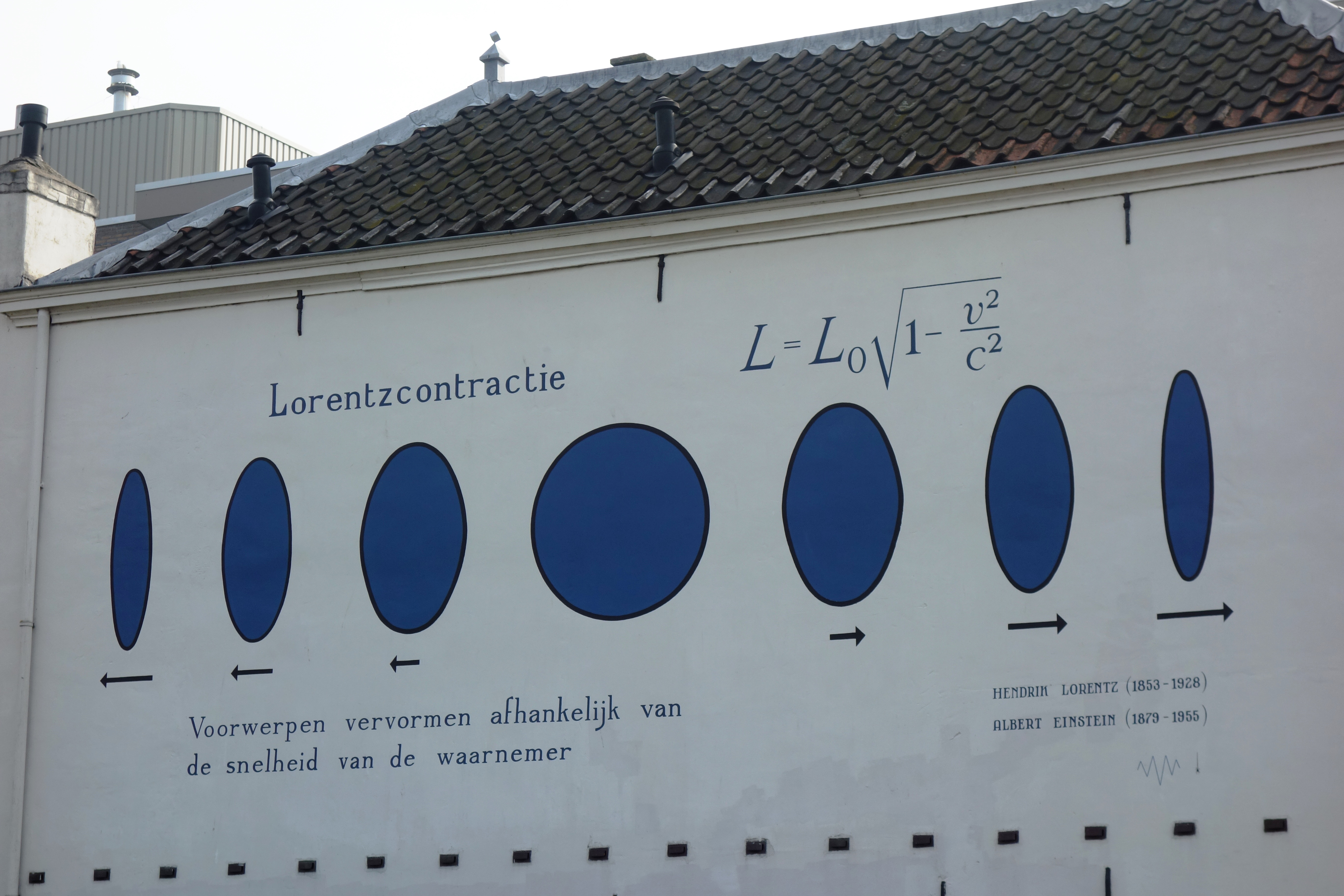
Fórmula en una pared de Leiden

La contracción de longitud se refiere a las mediciones de posición hechas en tiempos simultáneos de acuerdo con un sistema de coordenadas. Esto podría sugerir que, si se pudiera tomar una fotografía de un objeto en movimiento rápido, la imagen mostraría el objeto contraído en la dirección del movimiento. Sin embargo, tales efectos visuales son medidas completamente diferentes, ya que dicha fotografía se toma a distancia, mientras que la contracción de longitud solo se puede medir directamente en la ubicación exacta de los puntos finales del objeto. Varios autores como Roger Penrose y James Terrell demostraron que los objetos en movimiento generalmente no mostrarían la longitud contraída en una fotografía. Por ejemplo, para un diámetro angular pequeño, una esfera en movimiento permanece circular y se gira. Este tipo de efecto de rotación visual se llama rotación de Penrose-Terrell.

## Deducción

### Usando la transformación de Lorentz
La contracción de longitud puede deducirse de la transformación de Lorentz de varias maneras:
{\displaystyle {\begin{aligned}x'&=\gamma \left(x-vt\right)\\t'&=\gamma \left(t-vx/c^{2}\right)\end{aligned}}}

#### Longitud de movimiento conocida
En un marco de referencia inercial S, {\displaystyle x_{1}} y {\displaystyle x_{2}} indicarán los puntos extremos de un objeto en movimiento en este marco. Allí, su longitud {\displaystyle L} se mide de acuerdo con la convención anterior al determinar las posiciones simultáneas de sus puntos finales en {\displaystyle t_{1}=t_{2}\,}. Ahora, la longitud propia de este objeto en S' se calculará utilizando la transformación de Lorentz. La transformación de las coordenadas de tiempo de S a S' da como resultado tiempos diferentes, pero esto no es problemático, ya que el objeto está en reposo en S', donde no importa cuándo se miden los puntos extremos. Por lo tanto, la transformación de las coordenadas espaciales es suficiente, lo que da:
{\displaystyle x'_{1}=\gamma \left(x_{1}-vt_{1}\right)\quad {\text{y}}\quad x'_{2}=\gamma \left(x_{2}-vt_{2}\right)}
Siendo {\displaystyle t_{1}=t_{2}\,}, y al establecer {\displaystyle L=x_{2}-x_{1}\,} y {\displaystyle L_{0}^{'}=x_{2}^{'}-x_{1}^{'}}, la longitud propia en S' está dada por
{\displaystyle L_{0}^{'}=L\cdot \gamma .\qquad \qquad {\text{(1)}}}
con respecto a lo que la longitud medida en S es contraída por
{\displaystyle L=L_{0}^{'}/\gamma .\qquad \qquad {\text{(2)}}}
De acuerdo con el principio de relatividad, los objetos que están en reposo en S también deben contraerse en S'. Al intercambiar simétricamente los signos y comillas anteriores, se tiene que:
{\displaystyle L_{0}=L'\cdot \gamma .\qquad \qquad {\text{(3)}}}
Por lo tanto, la longitud contraída medida en S' viene dada por:
{\displaystyle L'=L_{0}/\gamma .\qquad \qquad {\text{(4)}}}

#### Longitud propia conocida
Por el contrario, si el objeto está en reposo en S y se conoce su longitud propia, la simultaneidad de las mediciones en los puntos extremos del objeto debe considerarse en otro marco de referencia S', ya que el objeto cambia constantemente su posición allí. Por lo tanto, las coordenadas espaciales y temporales deben transformarse:
{\displaystyle {\begin{aligned}x_{1}^{'}&=\gamma \left(x_{1}-vt_{1}\right)&\quad \mathrm {y} \quad &&x_{2}^{'}&=\gamma \left(x_{2}-vt_{2}\right)\\t_{1}^{'}&=\gamma \left(t_{1}-vx_{1}/c^{2}\right)&\quad \mathrm {y} \quad &&t_{2}^{'}&=\gamma \left(t_{2}-vx_{2}/c^{2}\right)\end{aligned}}}
Con {\displaystyle t_{1}=t_{2}} y {\displaystyle L_{0}=x_{2}-x_{1}} esto da como resultado diferencias no simultáneas:
{\displaystyle {\begin{aligned}\Delta x'&\equiv x_{2}'-x_{1}'=\gamma L_{0}\\\Delta t'&\equiv t_{2}'-t_{1}'=-\gamma vL_{0}/c^{2}\end{aligned}}}
Para obtener las posiciones simultáneas de ambos puntos extremos, el segundo punto final debe avanzarse con {\displaystyle -\Delta t} con la velocidad {\displaystyle -v} de S relativa a S'. Para obtener la longitud {\displaystyle L'}, la cantidad {\displaystyle (-v)\cdot (-\Delta t)} debe agregarse a {\displaystyle \Delta x'}:
{\displaystyle {\begin{aligned}L'&=\Delta x'+v\Delta t'\\&=\gamma L_{0}-\gamma v^{2}L_{0}/c^{2}\\&=L_{0}/\gamma \end{aligned}}}
Entonces, la longitud móvil en S' está contraída. Del mismo modo, el cálculo anterior da un resultado simétrico para un objeto en reposo en S':
{\displaystyle L=L_{0}^{'}/\gamma }

### Usando la dilatación del tiempo
La contracción de longitud también puede deducirse de la dilatación del tiempo, fenómeno según el que la velocidad del paso del tiempo de un solo reloj "móvil" (que indica su tiempo propio {\displaystyle T_{0}}) es menor que la registrada en dos relojes sincronizados "en reposo" (que indican {\displaystyle T}). La dilatación del tiempo se ha confirmado experimentalmente varias veces, y está representada por la relación:
{\displaystyle T=T_{0}\cdot \gamma }
Supóngase que una barra de la longitud adecuada {\displaystyle L_{0}} en reposo en {\displaystyle S} y un reloj en reposo en {\displaystyle S'} se mueven uno junto al otro con la velocidad {\displaystyle v}. Dado que, de acuerdo con el principio de relatividad, la magnitud de la velocidad relativa es la misma en cualquiera de los marcos de referencia, los tiempos de viaje respectivos del reloj entre los puntos extremos de la varilla están dados por {\displaystyle T=L_{0}/v} en {\displaystyle S} y {\displaystyle T'_{0}=L'/v} en {\displaystyle S'}, por lo tanto, {\displaystyle L_{0}=Tv} y {\displaystyle L'=T'_{0}v}. Al insertar la fórmula de la dilatación del tiempo, la relación entre esas longitudes es:
{\displaystyle {\frac {L'}{L_{0}}}={\frac {T'_{0}v}{Tv}}=1/\gamma }.
Por lo tanto, la longitud medida en {\displaystyle S'} está dada por
{\displaystyle L'=L_{0}/\gamma }
Entonces, dado que el tiempo de viaje del reloj en la barra es más largo en {\displaystyle S} que en {\displaystyle S'} (dilatación del tiempo en {\displaystyle S}), la longitud de la barra también es más larga en {\displaystyle S} que en {\displaystyle S'} (contracción de longitud en {\displaystyle S'}). Del mismo modo, si el reloj estuviera en reposo en {\displaystyle S} y la barra en {\displaystyle S'}, el procedimiento anterior daría
{\displaystyle L=L'_{0}/\gamma }

### Consideraciones geométricas
| |
| Cuboides en el espacio-tiempo euclideo y de Minkowski |
| Imagen: Izquierda: un cuboide girado en el espacio euclidiano tridimensional E3. La sección transversal es "más larga" en la dirección de rotación que antes de la rotación. Derecha: la placa del mundo de una delgada placa móvil en el espacio-tiempo de Minkowski (con una dimensión espacial suprimida) E1,2, que es un cuboide impulsado. La sección transversal es "más delgada" en la dirección del impulso de lo que era antes del impulso. En ambos casos, las direcciones transversales no se ven afectadas y los tres planos que se encuentran en cada esquina de los cuboides son mutuamente ortogonales (en el sentido de E1,2 a la derecha, y en el sentido de E3 a la izquierda). |

Consideraciones geométricas adicionales muestran que la contracción de longitud se puede considerar como un fenómeno "trigonométrico", con analogía con los cortes paralelos a través de un ortoedro antes y después de una "rotación" en "E" 3 (ver la mitad izquierda de la figura situada a la derecha). Este es el análogo euclidiano de impulsar un cuboide en E1,2. En el último caso, sin embargo, se puede interpretar el paralelepípedo incrementado como la "losa mundial" de una placa móvil.
En relatividad especial, las transformaciones de Poincaré son una clase de transformación afín que se puede caracterizar como las transformaciones entre coordenadas cartesianas alternativas en el espacio-tiempo de Minkowski correspondiente a estados alternativos de movimientos inerciales (y diferentes elecciones de un origen). Las transformaciones de Lorentz son transformaciones de Poincaré que son aplicaciones lineales (conservan el origen). Las transformaciones de Lorentz juegan el mismo papel en la geometría de Minkowski (el Grupo de Lorentz forma el "grupo de isotropía" de las auto-isometrías del espacio-tiempo) que son interpretadas como los movimientos de rotación en la geometría euclidiana. De hecho, la relatividad especial se reduce en gran medida al estudio de un tipo de trigonometría no-euclídea en el espacio-tiempo de Minkowski, como lo sugiere la siguiente tabla:
| Trigonometría                   | Circular              | Parabólica                | Hiperbólica                    |
| ------------------------------- | --------------------- | ------------------------- | ------------------------------ |
| Geometría Kleiniana             | Plano euclídeo        | Plano galileano           | Plano de Minkowski             |
| Símbolo                         | E2                    | E0,1                      | E1,1                           |
| Forma cuadrática                | Positiva definida     | Degenerada                | No degenerada pero indefinida  |
| Grupo de isometría              | E(2)                  | E(0,1)                    | E(1,1)                         |
| Grupo de isotropía              | SO(2)                 | SO(0,1)                   | SO(1,1)                        |
| Tipo de isotropía               | Rotaciones            | Cizallamientos            | Impulsos                       |
| Álgebra sobre R                 | Números complejos     | Números duales            | Números complejos hiperbólicos |
| ε2                              | -1                    | 0                         | 1                              |
| Interpretación espacio-temporal | Ninguna               | Espacio-tiempo newtoniano | Espacio-tiempo de Minkowski    |
| Pendiente                       | tan φ = m             | tanp φ = u                | tanh φ = v                     |
| "coseno"                        | cos φ = (1+m²)−1/2    | cosp φ = 1                | cosh φ = (1-v2)−1/2            |
| "seno"                          | sin φ = m (1+m²)−1/2  | sinp φ = u                | sinh φ = v (1-v2)−1/2          |
| "secante"                       | sec φ = (1+m²)1/2     | secp φ = 1                | sech φ = (1-v2)1/2             |
| "cosecante"                     | csc φ = m−1 (1+m²)1/2 | cscp φ = u−1              | csch φ = v−1 (1-v2)1/2         |